# John Proctor
John Proctor (Reform, 19 aprile 1926 – Meridian, 30 maggio 1999) è stato un funzionario statunitense.

## Biografia
John Proctor è l'agente dell'FBI che venne incaricato, insieme al collega Joseph Aloysius Sullivan, di indagare sull'assassinio degli attivisti per i diritti civili del Mississippi, avvenuto nella contea di Neshoba, in Mississippi, nella notte tra il 21 ed il 22 giugno 1964.
Nato a Reform, in Alabama, all'epoca dei fatti dirigeva l'ufficio di Meridian, in Mississippi, e venne incaricato dal direttore John Edgar Hoover di recarsi nella contea di Neshoba per iniziare le indagini.

Egli indagò sulle autorità locali, sui membri del Ku Klux Klan e sui residenti del luogo e le notizie ricevute dal suo informatore James Jordan, anch'egli appartenente al Ku Klux Klan, furono decisive per la soluzione del caso.

## Cultura di massa
John Proctor ha ispirato la figura dell'agente Rupert Anderson nel film del 1988 Mississippi Burning - Le radici dell'odio, diretto da Alan Parker, dove il personaggio è interpretato dall'attore Gene Hackman.